# Chiesa di Santa Maria in Castello (Tarquinia)
La chiesa di Santa Maria in Castello, situata nella città di Tarquinia, nel Lazio, è l'edificio di architettura romanica più rappresentativo della città.

## Storia
La costruzione della chiesa ha una storia molto articolata: il progetto ebbe inizio nel 1121 e la locazione su cui doveva sorgere l'edificio era un'area dislocata e disabitata della città chiamata Castrum Corgnetum.
La realizzazione della chiesa era stata affidata molto probabilmente a diversi architetti dato che sugli stipiti del portale principale sono presenti delle iscrizioni dove vengono citati Pietro di Ranuccio, Nicola di Ranuccio, Giovanni e Guittone a cui Nicola aveva dato i natali.
Ancora non possediamo abbastanza informazioni attendibili per confermare che questi siano gli architetti dell'edificio, ma sappiamo per certo che hanno contribuito alle decorazioni. La chiesa fu terminata nel 1207 e consacrata nello stesso anno da Innocenzo III.
Fu pienamente attiva fino al 1435 e venne restaurata diverse volte fino all'abbandono totale avvenuto nel 1567 con la sua sconsacrazione. Dopo secoli di abbandono e l'utilizzo come stalla in età napoleonica, la chiesa venne riconsacrata nel XX secolo, e, per volontà del vescovo diocesano mons. Gianrico Ruzza, tutt'oggi viene officiata ogni domenica alle ore 11:00.

## Descrizione

### Esterno

Il portale centrale

L'architettura dell'edificio rispetta pienamente i canoni romanici tipici del Lazio settentrionale e presenta chiari influssi dell'arte toscana e lombarda.
Nella facciata di forma rettangolare sono presenti tre portali, di cui il più importante è quello centrale costruito da Pietro di Ranuccio nel 1143. Sormontato da una struttura arcuata a tutto sesto contiene sette dischi decorati in passato con mosaici di fattura cosmatesca.
Sopra il portone centrale si apre una finestra bifora incorniciata anch'essa da una modanatura arcuata che prosegue lungo gli stipiti fino al davanzale con semicolonnine di architettura lombarda; il capitello della colonnina centrale è decorato con un motivo a foglia d'acanto. L'iscrizione presente sulla bifora "NICOLAUS RANUCII MAGISTER ROMANUS FECIT HOC" attribuisce a Nicola Ranuccio la paternità della stessa.

### Interno

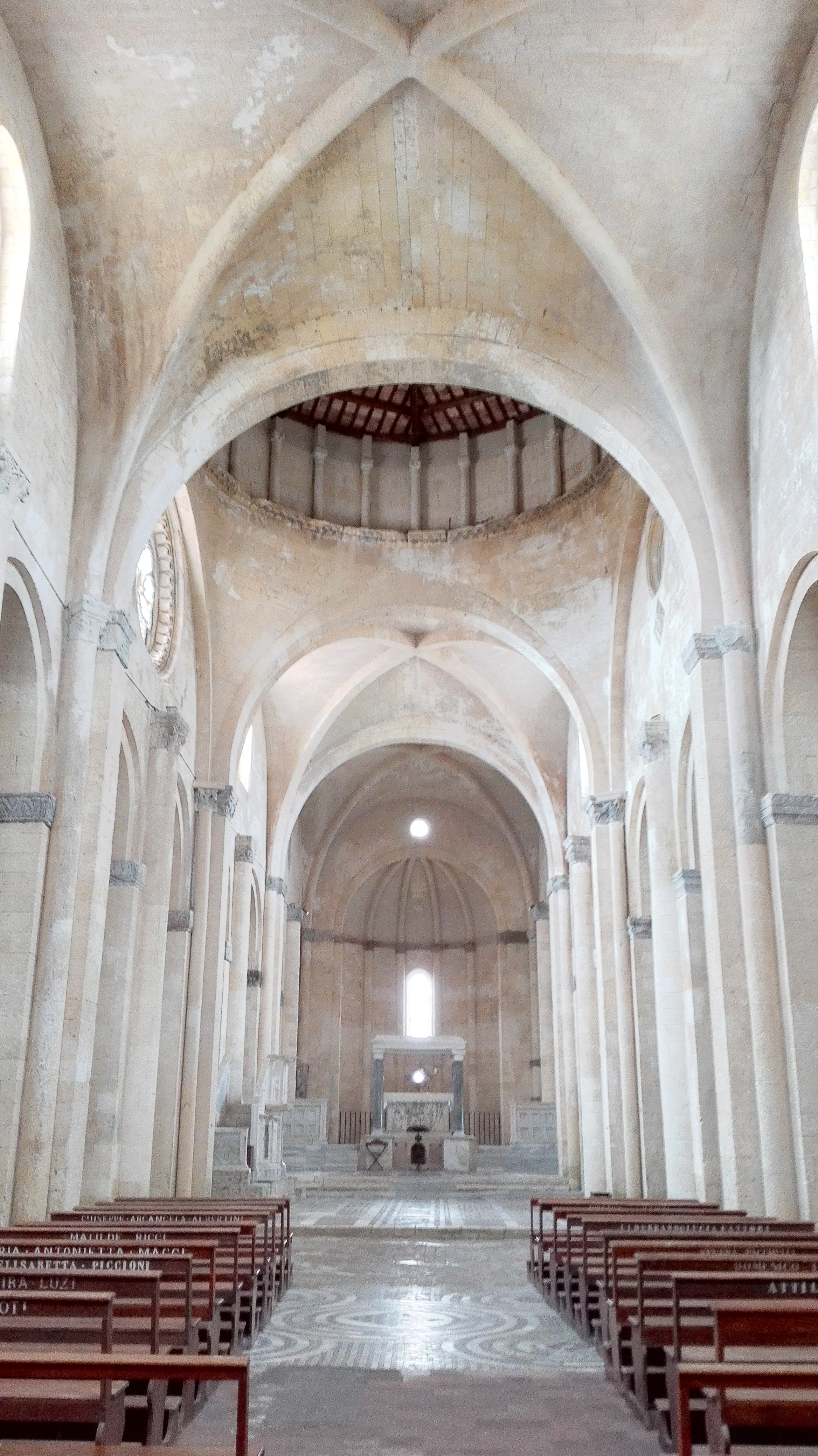
Navata Centrale

La chiesa, priva di transetto, si articola in tre navate: la navata centrale è composta da cinque campate mentre le navate laterali da 10, cosicché ogni campata della navata centrale sia il doppio di quella laterale.
Sia la navata centrale che quelle laterali sono coperte da volte a crociera costolonate.
Il pavimento della chiesa si compone di raffinati mosaici a motivi geometrici di impronta cosmatesca che risultano oggi rovinati e frammentari anche a causa della presenza delle truppe francesi venute in Italia su invito di Pio IX durante la quale la chiesa fu adibita a stalla.
L'ambone, opera di Giovanni figlio di Nicola, è situato a metà della quarta campata maggiore. Esso è di forma trapezoidale e reca al centro una loggetta di forma semiottagonale agli spigoli della quale erano presenti quattro colonnine a torciglione oggi trafugate.
Il fonte battesimale, di forma ottagonale, si trova nella terza campata della navata destra ed è di tipo ad immersione. Ogni quadrante di ogni lato è rivestito con un marmo di tipo diverso la cui provenienza, secondo la tradizione locale, è indicata dalla distrutta città romana di Gravisca.
Al lato della chiesa si erge la torre di Santa Maria in Castello che è la più alta di tutta la città.

La torre

## Iscrizioni
All'interno della chiesa si possono leggere numerose iscrizioni tra le quali le seguenti:
- RANUCII PETRUS LAPIDUM NON DOGMATE MERUS ISTUD OPUS MIRE STRUXIT QUOQUE FECIT OPIME ( Pietro, figlio di Ranuccio, conoscitore dell'arte marmoraria fece egregiamente questa mirabile opera).
- IUSSIT HOC AURARI CORNETI CONSOQUELATUS SILICET ANDREAS RANIERI IOANNIS PETRUS IDEM (Il consolato di Corneto, rappresentato da Andrea figlio di Raniero, da Giovanni e da Pietro, ordinarono questo ornamento aureo).
- Devoyon- au 7ième chausseurs à cheval- le 10 dicembre 1867 (Devoyon- al settimo reggimento cacciatori a cavallo- il 10 dicembre 1867); iscrizione fatta da un soldato che testimonia la presenza di truppe francesi a Tarquinia.

## Galleria d'immagini

Strada che conduce a Santa Maria in Castello
Ambone
Il fonte battesimale
Iscrizione presso il portale
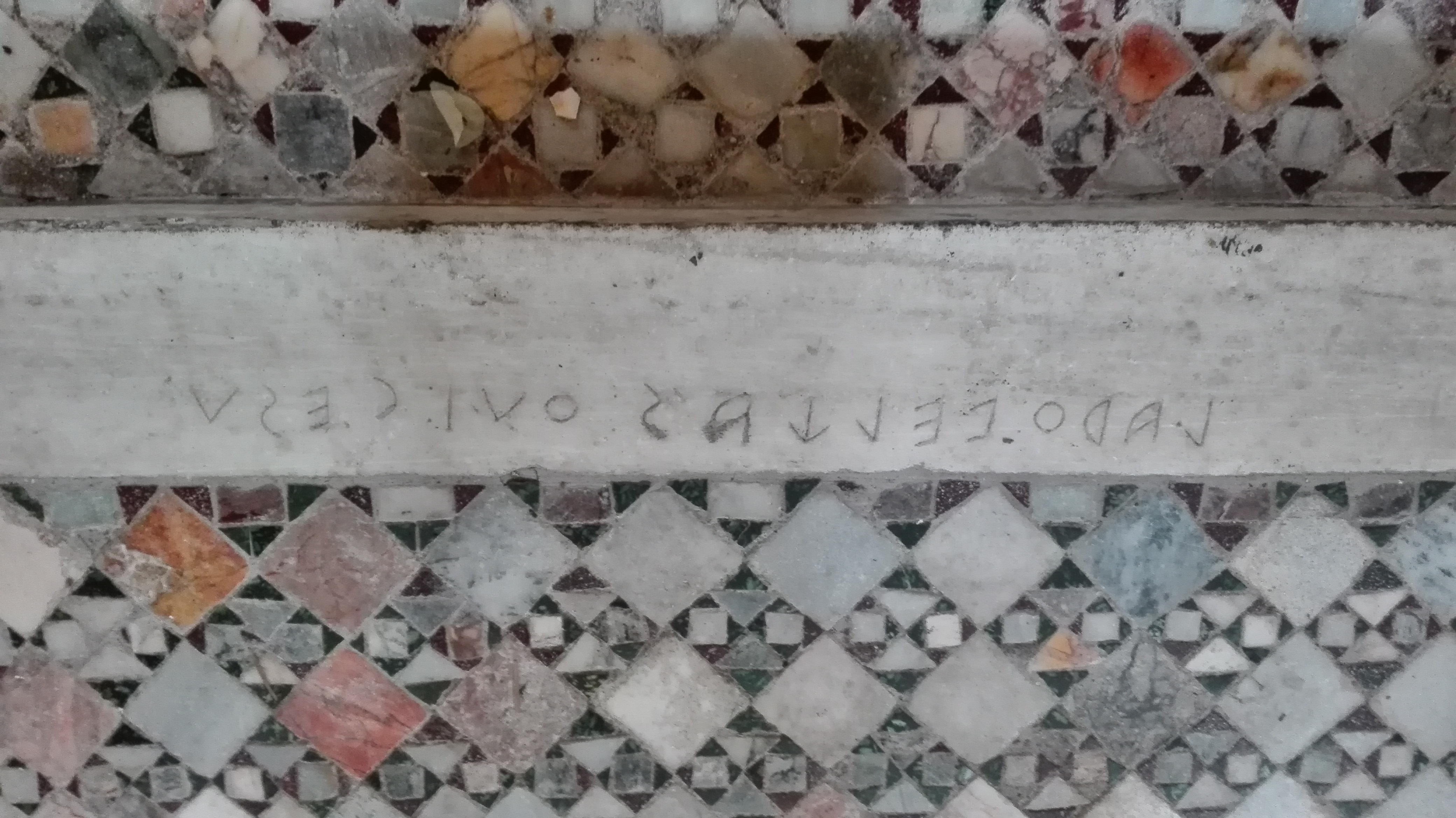
Iscrizione etrusca
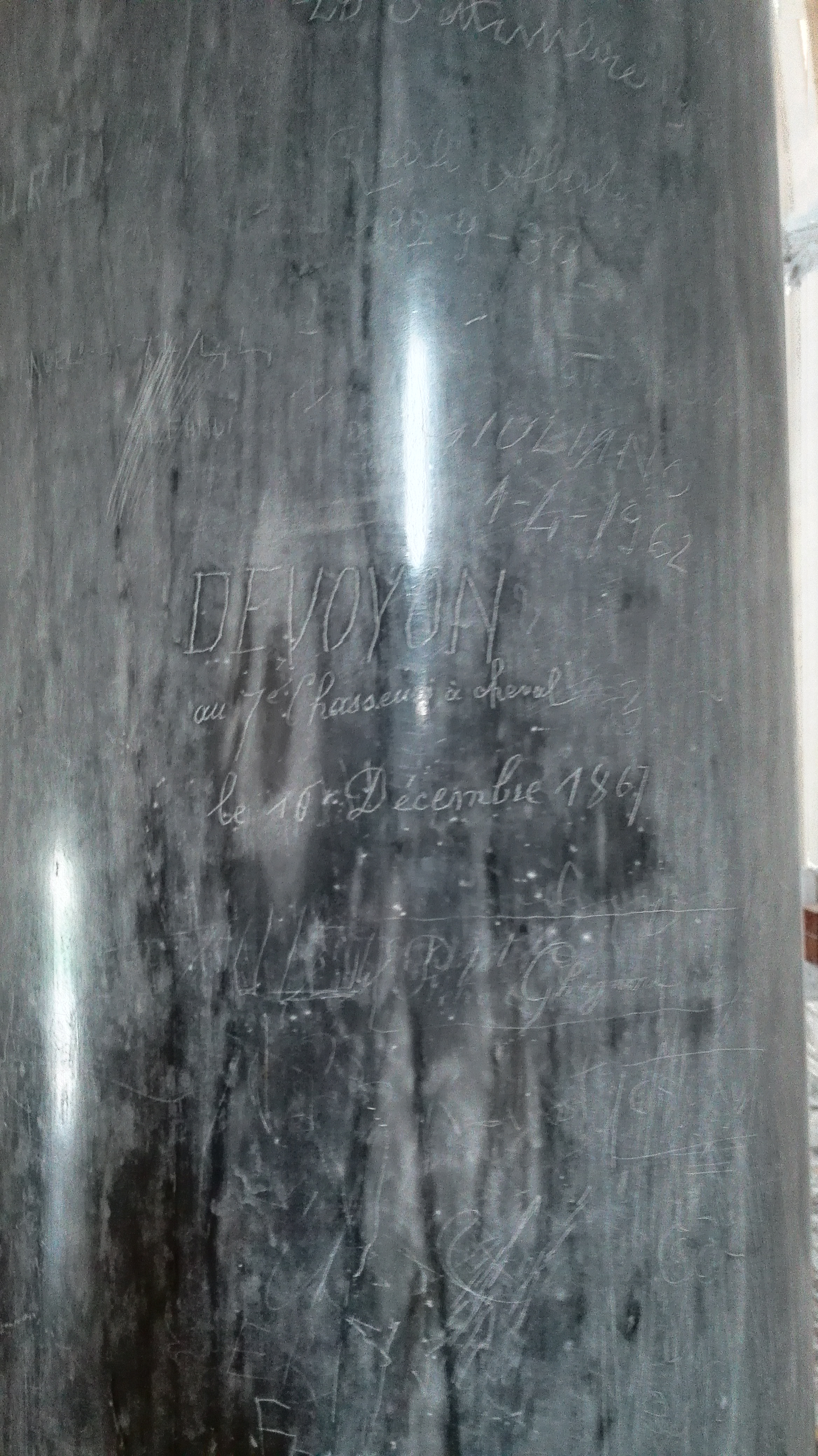
Iscrizione soldato francese